# Abdul Wahab Naser Al-Safra
Abdul Wahab Naser Al-Safra (arab. ‏عبد الوهاب ناصر الصفرا‎, ur. 29 kwietnia 1949) – saudyjski lekkoatleta, średniodystansowiec.
Brał udział w biegu na 1500 metrów na Letnich Igrzyskach Olimpijskich 1972.